# Manfred Zimmermann (Fotograf)
Manfred Zimmermann (* 1947 in Hannover) ist ein deutscher Industriefotograf und Herausgeber von Kunst- und Fotobüchern.

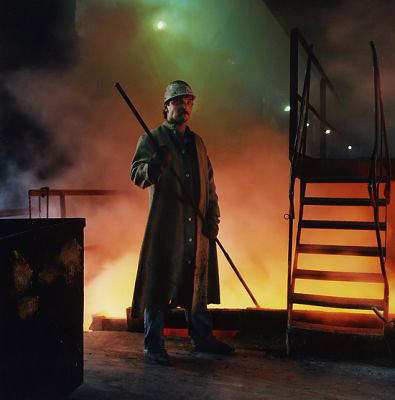
Motiv aus der Dokumentation "Menschen in der Arbeitswelt"

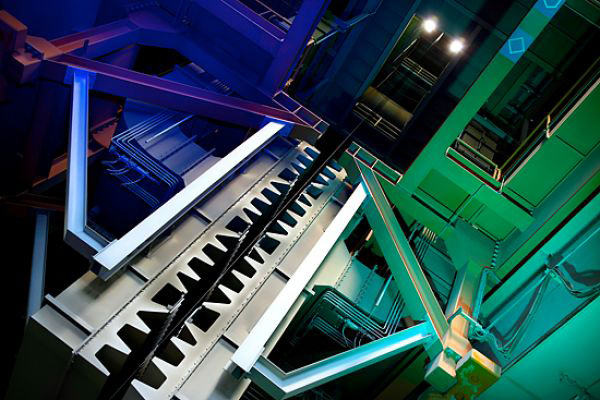
Beispiel für ein Bild aus dem Bereich Industriefotografie

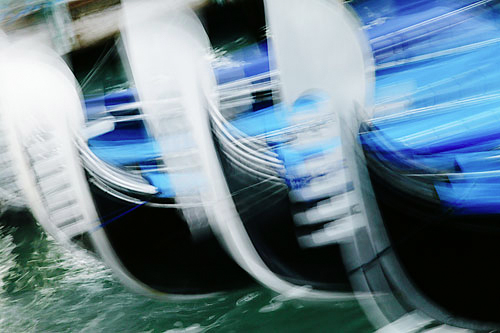
"Venedig", eine Fotografie aus der Künstlermappe über die Stadt

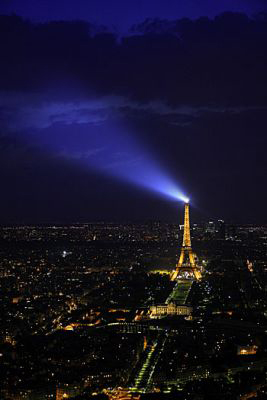
Paris bei Nacht, fotografiert für den Kalender 2009

## Leben
Nach einer Lehre zum Fotografen legte er 1969 in der „Bundesfachschule für Fotografie“ in Hamburg die Meisterprüfung ab. Es folgte 1970 die Gründung eines Studios für Werbe- und Industriefotografie in Hannover. 1972 schloss er die „Akademie für Absatzwirtschaft Niedersachsen“ mit dem staatlich geprüften Kommunikationswirt ab.
Aufträge für namhafte Industrieunternehmen in Deutschland und Europa führten ihn auch nach Nord- und Südamerika, China, Japan, Neuseeland, Afrika und Russland. Der Schwerpunkt seiner Arbeit liegt in der künstlerischen Darstellung von Industrieabläufen und -anlagen sowie in der Fotografie von Persönlichkeiten aus Politik, Wirtschaft und Kirche.
Seine Bilder mit dem Titel „Menschen in der Arbeitswelt“ fotografierte Zimmermann seit 1970 als freie Arbeit begleitend zu seinen kommerziellen Aufträgen. Sie dokumentieren die Veränderung der industriellen Arbeitswelt in einem Zeitraum von mehr als 40 Jahren.
Durch sein soziales Engagement für die „Indianerhilfe Paraguay e. V.“ und für das Kosovo entstanden ebenfalls Bilddokumentationen, Ausstellungen und Vorträge. Bilder Zimmermanns befinden sich in Museen, öffentlichen Ausstellungen und in Privatbesitz. Die künstlerische Zusammenarbeit mit Gerd Winner und  Rainer Mordmüller ließ außerdem  Bücher sowie zwei künstlerische Mappenwerke über Venedig (Venecia Venice Venice Venedig Venise) und Paris (Impressions en blanc et noir) entstehen. Letztere enthält ein Essay des bekannten französischen Autors und Journalisten Roger Grenier aus Paris.

## Auszeichnungen
- 1979: Europäischer Meister der Photographie, verliehen vom Europhot
- 1980: Deutscher Wirtschaftsfotopreis verliehen vom Bundeswirtschaftsminister
- 1981: Berufung in die Deutsche Gesellschaft für Photographie (DGPh)
- 1998: Goldmedaille der Chinesischen Nationalen Sammlung für Photographie
- 2000: Verleihung des Niedersächsischen Staatspreises für das gestaltende Handwerk vom Niedersächsischen Minister für Wirtschaft, Technologie und Verkehr[1]
- 2003: Verleihung der Professur von der IVAS Akademie für Bildende Künste, Belgrad (Association of Independent Professional Photographers of South East Europe)
- 2006: Verleihung der Nikola-Tesla-Medaille von der IVAS Akademie für Bildende Künste, Belgrad (Association of Independent Professional Photographers of South East Europe)

## Ausstellungen
(Auswahl)
- 1982/83 Wanderausstellung im Deutschen Goetheinstitut
- 1986 Arbeitsamt Hannover »Menschen in der Arbeitswelt«
- 1990 Nord LB Hannover »Spannungsfelder – Mensch und Arbeit«
- 1991 Gruppenausstellung in Moskau »Hannoversche Fotografen«
- 1996 Bahlsen-Museum Hannover »American Impressions«
- 1997/98 Hamburg, Lägerdorf, Hannover »Blow up – Close up«
- 1999 Handwerkskammer Hannover »Strategisches Sehen«
- 2000 Niedersächsischer Landtag, Hannover »Damit das Lachen eine Zukunft hat«
- 2001 Volkswagen-Design, Wolfsburg »Menschen in der Arbeitswelt«
- 2002 Dominikanerkloster St. Albertus Magnus (Braunschweig) »Die neue Orgel«
- 2004
  - Imago Kunstverein, Wedemark »sinnbilder«
  - Landessportbund Hannover »SportArt«
  - Belgrad »Strategisches Sehen«
  - Dominikanerkloster St. Albertus Magnus, Braunschweig »Detroit – Ansichten einer Stadt«
- 2004/05 Wanderausstellung in Danzig, Krakau, Warschau »Damit das Lachen eine Zukunft hat«
- 2005 Niedersächsischer Landtag, Hannover »Das Kosovo – Impressionen eines zerrissenen Landes«
- 2006 Herzog August Bibliothek, Wolfenbüttel »VENEZIA VENICE VENEDIG VENISE«
- 2006/07 Museum für Völkerkunde, Hamburg »Indianer in Paraguay«
- 2007 Palazzo Albrizzi, Venedig »VENEZIA VENICE VENEDIG VENISE«
- 2008
  - Galerie im Haesler Haus, Celle »Straße des Friedens, Straße der Skulpturen«
  - Dominikanerkloster St. Albertus Magnus, Braunschweig, Kunst im Kloster »L‘ART SACRÉ – Liturgische Räume« Gerd Winner • Johannes Zahlten • Manfred Zimmermann
- 2009
  - Roemer- und Pelizaeus-Museum, Hildesheim »L‘ART SACRÉ – Liturgische Räume« Aschermittwoch der Künstler
  - Herzog August Bibliothek, Wolfenbüttel »PARIS IMPRESSIONS EN BLANC ET NOIR« Rainer G. Mordmüller • Gerd Winner • Manfred Zimmermann
- 2010
  - Arbeitskreis Kunst und Kirche, St. Michaelis Kirchengemeinde, Bissendorf »Über den Tod hinaus«
  - ARTHEME GALERIE, Paris »PARIS IMPRESSIONS EN BLANC ET NOIR« Rainer G. Mordmüller • Gerd Winner • Manfred Zimmermann
  - Kunstsammlungen des Bistums Regensburg »L‘ART SACRÉ – Liturgische Räume«
- 2011
  - Landessportbund Hannover »ÄSTHETIK UND DYNAMIK DES SPORTS« (Dauerausstellung)
  - DEN LILLE KUNSTHAL, Avernakø / Dänemark Ø-inspirationer »STEN | STJERNESTØV«
  - Deutsche Bischofskonferenz, Bonn »AUF AUGENHÖHE«
  - Vertretung des Landes Niedersachsen bei der Europäischen Union, Brüssel »KATHEDRALE IM UMBRUCH – DER HILDESHEIMER DOM«
- 2012
  - Haus der Industrie, Hannover »Touching Moments – Industriephotographie 2012«
  - Stadt Pattensen, Volksbank Pattensen »Peine-Pattensen-Paris«
  - DEN LILLE KUNSTHAL, Avernakø / Dänemark Ø-inspirationer »SØM ÆRKER«
- 2013
  - Katholische Kirchengemeinde St. Maria Immaculata, Wedemark »Faszination Glauben – Die Bernwardtür im Hildesheimer Dom«
- 2014
  - Rathaus, Hildesheim »Kathedrale im Umbruch«

## Publikationen

### Bücher
- 1996: Wasserwelten
- 1999: Strategisches Sehen
- 2003: Bergen-Belsen – Haus der Stille
- 2005: In die Zukunft – Indianerhilfe in Paraguay
- 2008: St. Albertus Magnus – Dominikaner in Braunschweig
- 2008: Die St.-Andreas-Kapelle der Domdechanei in Hildesheim, Bischöfliches Generalvikariat, Hildesheim
- 2009: L’art sacré – Liturgische Räume
- 2009: Heilig Kreuz – Dominikanerkloster in Köln
- 2010: Lichterfahrung – Raum und Zeit für Besinnung
- 2010: Das Schloss Liebenburg – Gotteshaus und Künstlerhaus
- 2012: Architekturprojekte im Bistum Hildesheim
- 2012: Die Räume der Stille – Quelle der Kraft
- 2013: Die Villa Seligmann – Ein Haus für die jüdische Musik
- 2014: Spurensuche – Dokumentation der Sanierung des Hildesheimer Domes 2010-2014
- 2014: Kathedrale im Umbruch – Der Hildesheimer Mariendom

### Broschüren
- 1998: Detroit – Ansichten einer Stadt
- 1998: Blow up – Close up
- 2001: Mensch und Arbeit
- 2001: Food Art

### Kalender
- 2000: "Lichtblicke"
- 2001: "mee/hr erleben"
- 2002: "Steinhart"
- 2003: "Zeitzeichen"
- 2004: "sinnbilder" und Continental AG „Bären-Kalender“
- 2005: "hellsehen" und Kalender Volksbank Hannover
- 2006: "Venedig", RFS-Radio Frequency Systems und Sportkalender Konica Minolta
- 2007: "Welt-Kultur-Erbe", Nexans Deutschland und RFS
- 2008: "New York", VB Autobatterie, Nexans und RFS
- 2009: "Paris" und Assistance Partner "Heroes" und Nexans
- 2010: "London", BLOCK Transformatoren-Elektronik 4-Monatskalender und Nexans
- 2011: "Berlin", BLOCK Transformatoren-Elektronik 4-Monatskalender, Nexans, Bistum Hildesheim "Bernwardtür – Dom Hildesheim" und BGH SL-Stahl
- 2012: "Touching Moments – Strategisches Sehen", Shanghai 2012, Sitech Sitztechnik GmbH, BLOCK und Nexans
- 2013: "Touching Moments – Strategisches Sehen", Koenig & Bauer AG,"Jahreskalender 2013", Nexans
- 2014: "Touching Moments – Strategisches Sehen", Hackerodt Unternehmensgruppe,"Jahreskalender 2014", Nexans
- 2015: "Touching Moments – Strategisches Sehen", Euromediahouse,"Niedersachsen – Lyrik einer Landschaft", Madsack Mediengruppe